# NGC 6585
NGC 6585 est une galaxie spirale située dans la constellation d'Hercule. Sa vitesse par rapport au fond diffus cosmologique est de 2 724 ± 7 km/s, ce qui correspond à une distance de Hubble de 40,2 ± 2,8 Mpc (∼131 millions d'al). NGC 6585 a été découverte par l'astronome américain Edward Swift en 1887.
À ce jour, neuf mesures non basées sur le décalage vers le rouge (redshift) donnent une distance de 34,744 ± 4,897 Mpc (∼113 millions d'al), ce qui est à l'intérieur des valeurs de la distance de Hubble. Notons cependant que c'est avec la valeur moyenne des mesures indépendantes, lorsqu'elles existent, que la base de données NASA/IPAC calcule le diamètre d'une galaxie et qu'en conséquence le diamètre de NGC 6585 pourrait être d'environ 23,4 kpc (∼76 300 al) si on utilisait la distance de Hubble pour le calculer.